# Bléruais
Bléruais es una localidad y comuna francesa en la región administrativa de Bretaña, en el departamento de Ille y Vilaine y distrito de Rennes.

## Demografía
| 122 | 198 | 219 | 342 | 173 | 163 | 184 | 201 | 192 | 195 | 201 | 187 | 206 | 217 | 191 | 211 | 198 | 180 | 191 | 207 | 197 | 185 | 165 | 177 | 152 | 139 | 118 | 109 | 104 | 86 | 62 | 60 | 95 |
| Para los censos de 1962 a 1999 la población legal corresponde a la población sin duplicidades (Fuente: INSEE [Consultar]) |     |     |     |     |     |     |     |     |     |     |     |     |     |     |     |     |     |     |     |     |     |     |     |     |     |     |     |     |    |    |    |    |